# Valfagehrjoch

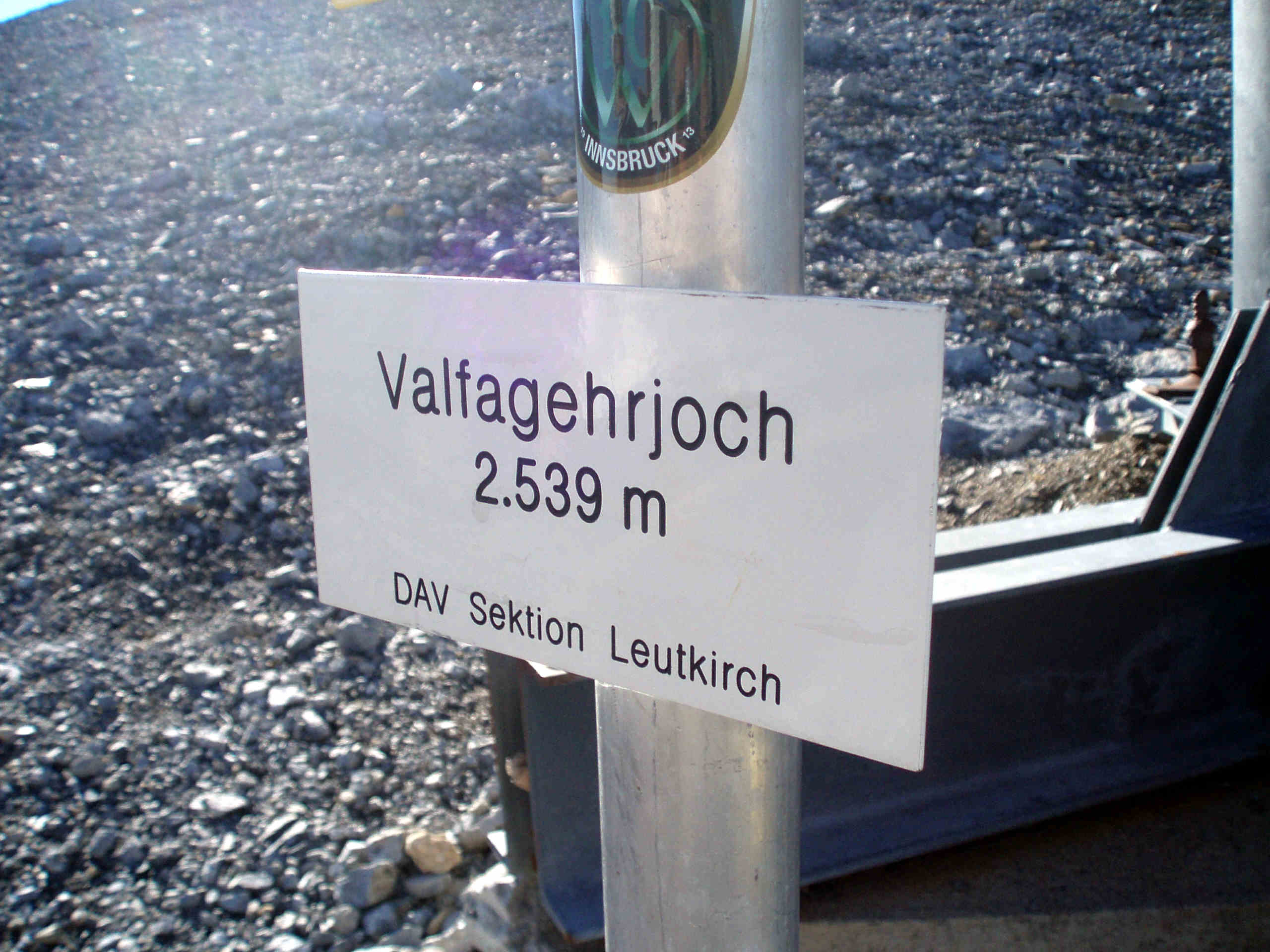
Tafel auf dem Valfagehrjoch

Das Valfagehrjoch ist eine Einkerbung in den Lechtaler Alpen und liegt an der Grenze zwischen den österreichischen Bundesländern Tirol und Vorarlberg, zwischen der Valluga im Norden und der Schindlerspitze im Süden. Auf der amtlichen Karte ist die Höhe mit 2543 m ü. A. angegeben, ein vom Deutschen Alpenverein aufgestelltes Schild nennt eine Höhe von 2539 m ü. A. und die Höhenlinien im Vorarlberger Geographischen Informationssystem weisen auf eine Höhe von 2541 m ü. A. hin.
Über das Valfagehrjoch führen mehrere alpine Wanderwege, so von der Stuttgarter Hütte über die Valluga zur Leutkircher Hütte oder Ulmer Hütte. Ferner ist das Valfagehrjoch in das Wintersportgebiet am Arlberg einbezogen (siehe Valfagehrbahn).
Der Name wurde erstmals 1610 als Vallfaggär verschriftlicht und geht auf lateinisch val vaccāria ‚Tal der Kuhalpe‘ zurück.